# Décidée (canonnière, 1862)
Pour les autres navires du même nom, voir Décidée (canonnière).
La Décidée était une canonnière de 2ème classe de la Marine française, à propulsion mixte (voile et vapeur). Elle fut lancée à Toulon en 1862 et rayée des contrôles dans le même port, en 1884.